# I falciatori di margherite
I falciatori di margherite (Les Faucheurs de marguerites) è una miniserie televisiva in 14 puntate trasmesse per la prima volta nel 1974.

## Personaggi e interpreti
- Edouard Dabert, interpretato da Bruno Pradal.
- Jeanne Dabert, interpretato da Christine Wodetzky.
- Jules Joly, interpretato da Clément Michu.
- Gabriel Voisin, interpretato da Jean-Jacques Moreau.
- Capitaine Ferber, interpretato da Roger Pigaut.
- Mme Veuve Dabert, interpretato da Alix Mahieux.
- Brénot, interpretato da Philippe Brigaud.
- Blandine, interpretato da Suzanne Gabriello.
- M. Perrier, interpretato da Jean-Paul Moulinot.
- L'évêque, interpretato da Fernand Guiot.
- Perrin, interpretato da Paul Savatier.
- Odette, interpretato da Candice Patou.

## Produzione
La miniserie, ideata da Jean-Louis Lignerat e Jean Vermorel, fu prodotta da Office de Radiodiffusion Télévision Française, Procidis, Société Radio-Canada e Telcia Films.  Le musiche furono composte da Michel Magne. Tra i registi è accreditato Marcel Camus.

### Sceneggiatori
Tra gli sceneggiatori sono accreditati:
- Jean-Louis Lignerat
- Jean Vermorel
- René Wheeler

## Distribuzione
La serie fu trasmessa in Francia dal 27 maggio 1974  sul terzo canale della ORTF. In Italia è stata trasmessa con il titolo I falciatori di margherite.
Alcune delle uscite internazionali sono state:
- in Francia il 27 maggio 1974 (Les Faucheurs de marguerites)
- nei Paesi Bassi il 9 settembre 1975 (Zij gingen de lucht in)
- in Germania Ovest (Die Grashüpfer)
- in Italia (I falciatori di margherite)